# Бойков, Дмитрий Алексеевич
Дмитрий Алексеевич Бойков (Жерносенко) (род. 15 апреля 2006, Новосибирск) — российский хоккеист, защитник.

## Биография
Воспитанник новосибирского хоккея («Звезда», ЦЗВС). С 2017 года — в омском «Авангарде». С 2023 года — в системе екатеринбургского «Автомобилист». С сезона 2023/24 игрок команды МХЛ «Авто». В октябре 2024 года также дебютировал в команде ВХЛ «Горняк-УГМК». 9 ноября провёл единственный матч в сезоне в КХЛ — гостях против «Амура» (3:2).